# Aharon Katzir
Aharon Katzir (Aharon Katzir-Katchalsky) (15 de septiembre de 1914 – 30 de mayo de 1972) fue un pionero israelí de origen ruso en el estudio de la electroquímica de biopolímeros. Fue asesinado en la masacre del Aeropuerto de Lod en 1972.

## Biografía
Katzir nació en 1914 en Łódź (por entonces Imperio Ruso, posteriormente Polonia), y emigró con su familia a Palestina en 1925, convirtiéndose posteriormente en profesor de la Universidad Hebrea en Jerusalén, adoptando el apellido hebreo Katzir.
Fue asesinado en un ataque terrorista en el Aeropuerto Internacional Ben Gurion en 1972, en el que 26 personas resultaron asesinadas y otras 80 heridas. Su hermano más joven, Ephraim Katzir, fue elegido Presidente de Israel en 1973.

## Logros científicos
Aharon Katzir fue un científico versátil, interesado en los diversos campos de la química, la física y la biología. Fue uno de los pioneros de la biología molecular, e incluso antes de que se conocieran bien la estructura de las proteínas y del ADN, presentó una teoría de la relación entre la estructura de las macromoléculas y el funcionamiento biológico del cuerpo. Fue un pionero en la investigación de polielectrolitos (macromoléculas que contienen grupos de iones cargados eléctricamente). Junto con sus colegas en el Instituto Weizmann, formuló las leyes del comportamiento de los polielectrolitos, identificando las áreas de su uso en biología y tecnología aplicada; durante un largo tiempo se trató el problema de la conversión de la energía química en trabajo, en el que los polímeros cargados y las fibras funcionan como los músculos de un cuerpo vivo.
Realizó una contribución significativa en el ámbito de las membranas y de la termodinámica de procesos irreversibles. Gracias a sus esfuerzos, Israel en general y el Instituto de Ciencia Weizmann en particular, se encuentran entre los líderes mundiales en el estudio de estas cuestiones. Entre otros temas, Katzir realizó investigaciones acerca del origen de la vida , la síntesis prebiótica , redes complejas (donde se convirtió en uno de los primeros teóricos que utilizan el modelo de desequilibrio termodinámico lineal y sistemas de disipación en estructuras vivas) y la histéresis en los problemas de memoria.
Dirigió conferencias de divulgación científica en la radio y es considerado uno de los fundadores de la "ciencia para el pueblo" en Israel.

## Reconocimientos y conmemoraciones
- En 1961, Katzir recibió el Premio Israel, en ciencias de la vida, junto con su alumno, Ora Kedem.[5]
- El Estado de Israel emitió un sello de correos en memoria de Katzir.
- El cráter lunar Katchalsky lleva este nombre en su memoria.
- Se celebró un ciclo de conferencias en la Universidad de Tel Aviv en memoria de Katzir, organizado por su hijo Avrahm, profesor de física. Con el título: El Crisol de la Revolución (BeKur HaMahapecha), alude a un libro popular escrito por Katzir sobre el progreso científico. Presentaron ponencias numerosos laureados con el Premio Nobel, como Daniel Kahneman y Aaron Ciechanover, y filósofos renombrados como Hilary Putnam.[6]
- Un centro en el Instituto Weizmann de Ciencias lleva el nombre de Katzir.[7]
- Un programa de becas del Ministerio Israelí de Defensa también recibió su nombre.